# 北安 (澳門)
北安（葡萄牙語：Pac On）位於氹仔東北一帶，與青洲跨境工業區、路環聯生工業區和九澳港工業區為澳門四個工業區。

## 歷史
現時是澳門的一個工業區，1986年填海而成。:54–55對開的北安碼頭則是2007年填海得來。
「北安」一詞，1912年的氹仔地圖已有用於海灣「北安灣」（Praia de Pac On）（現北安灣填海區，但不是本區的部分，如根據統計暨普查局的分區:30）。本區位於該灣的東南方，現有北安大馬路、信安馬路、友誼大橋落腳點、出入境事務大樓。